# 10月14日の戦車戦
10月14日の戦車戦（ヘブライ語: קרב השריון ב-14 באוקטובר）、あるいはエジプト軍の攻勢（アラビア語: تطوير الهجوم المصري 1973）、シナイの戦い（英語: Battle of the Sinai）は、第四次中東戦争中の1973年10月14日、シナイ半島方面のスエズ運河東岸においてイスラエル国防軍（以下イスラエル軍）とエジプト軍との間で行われた戦闘の名称である。この戦闘にはイスラエル側700両、エジプト側1,000両の計1,700両の戦車が戦闘に参加し、1943年のクルスクの戦い（戦車約6,000両）以来最大の戦車戦となった。

## 概要
ゴラン高原方面でイスラエル軍からの攻勢に苦しんでいたシリアはゴラン方面での重圧を減らすためにエジプト側にシナイ方面で攻勢を行うよう要求した。エジプト軍にはもともとスエズ運河の渡河以上に大規模な攻勢を行う計画はなかったが、10月14日、スエズ運河東岸全正面で4個戦車旅団を主力とする攻勢を行った。しかしエジプト軍は攻勢を待ち受けていたイスラエル軍の地上部隊だけでなく、イスラエル空軍機からも激しい反撃に遭い、攻勢は失敗した。逆にエジプト軍に打撃を与えたイスラエル軍は翌15日から逆渡河作戦「アビレイ・レブ作戦」を決行することになる。

## 戦闘前の状況

### シナイ半島方面（南部戦線）
スエズ運河を渡河したエジプト第2・第3軍に対するイスラエル南部方面軍の10月8日～9日の反撃が大きな損害を出して失敗して以降、シナイ半島方面の戦況は膠着状態を見せていた。イスラエル軍は南部での反撃失敗により「北部（ゴラン高原）重視」の方針を決めており、部隊の再編に当たっていた。エジプト軍もスエズ運河を渡河したのちは橋頭堡を維持しながら停戦決議を待つ方針で、以降は大規模な作戦行動は取らず、イスラエル軍の前線に小規模な襲撃をかけることに終始していた。

### ゴラン高原方面（北部戦線）

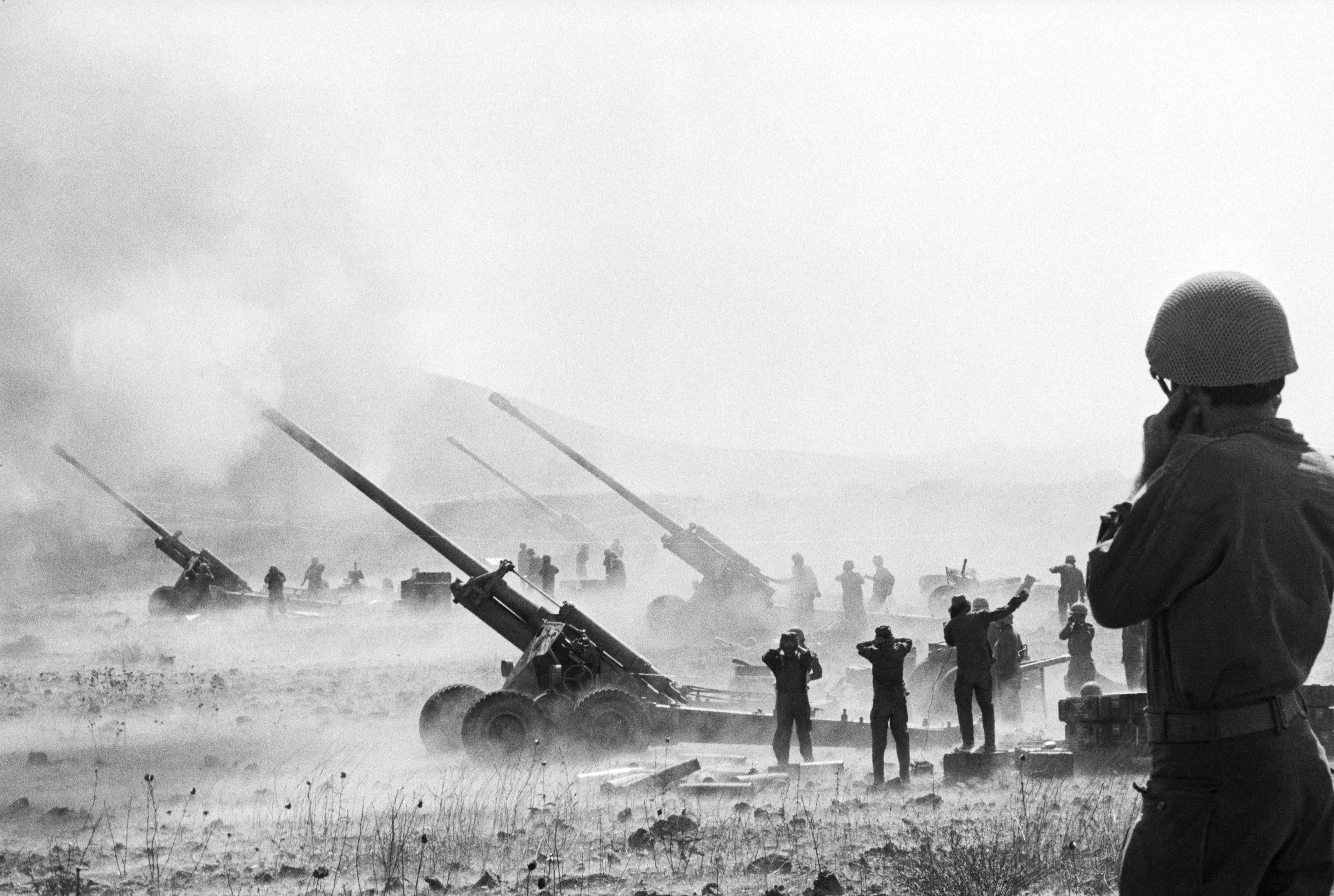
ダマスカス平原において砲撃を行うイスラエル軍の砲兵。イスラエル軍はダマスカス占領こそ断念したが、シリア本土におけるイスラエル軍の存在は南部のシナイ半島でその影響をみせることとなった。

一方、ゴラン高原方面では10月10日までにヘルモン山を除いてゴラン高原からシリア軍は撃退され、翌11日、イスラエル北部方面軍の3個機甲師団がシリアの首都、ダマスカスを目標として進撃を開始した。シリア軍は頑強に抵抗したもののイスラエル軍はダマスカスを長距離砲（175mm自走砲M107）の射程に収めることのできるダマスカス南20Kmの地点の丘（テル）、テル＝シャムスを占領した。しかしシリア側にイラク軍第3戦車師団・ヨルダン軍第40機甲旅団が参戦するとイスラエル軍もこれ以上側面を危険にさらすわけにもいかず、またダマスカス占領によりソ連が介入することを恐れたため、北部方面軍はダマスカス占領を断念し、進撃を停止した。
とはいえダマスカスはテル＝シャムスからの砲撃だけでなく、イスラエル空軍機からの空爆にも連日さらされており、シリアのハフェズ・アル＝アサド大統領からすれば自分たちが苦戦している中、エジプト軍は攻勢に出ることもなくスエズ運河東岸にとどまっているのは何事か、という気分であった。そこでアサドはエジプト軍に対し、攻勢を行うよう要請した。

### エジプト側の状況
10月9日、第6機械化歩兵師団所属の第1機械化歩兵旅団がイスラエル軍の前線飛行場があったラス＝スダルに向けて進撃した。この地区を守るイスラエル軍の部隊は南シナイ方面軍の1個歩兵旅団と戦車20両ほどであったが、エジプト軍は対空火器の射程外に出て攻勢を仕掛たのでイスラエル軍は航空支援を行うことができ、第1機械化歩兵旅団は撃退された。この戦闘はエジプト軍地上部隊が対空火器の射程外に出ることが、いかに危険かを示すものとなった。
エジプトがシリアから救援要請を受けたのが10月11日で、アフマド・イスマイル＝アリ国防相は2日後の13日にシナイ正面で攻勢を行うよう命令した。一方参謀総長のサード・エル・シャズリ中将はこの攻勢に反対で、第1機械化歩兵旅団のことを例に挙げて攻撃の危険性を警告したが、12日の作戦会議でイスマイルはサダトからの「大統領命令」だとしてシャズリの反論を退けた。一応イスマイルは作戦準備の都合上、攻撃決行日は14日に延期した。
イスラエル軍はエジプト軍のスエズ運河西岸に展開していた2個戦車師団、すなわち第2軍区域では第21戦車師団（2個戦車旅団+1個機械化歩兵旅団）、第3軍区域では第4戦車師団（3個戦車旅団+1個機械化歩兵旅団）を主力とし、このほか各歩兵師団に配属されていた計3個戦車旅団、計1,500両の戦車による攻撃（その上コマンドー部隊による後方への降着）を予期していたが、12～13日、攻撃のためスエズ運河東岸に渡った部隊は限られていた。すなわち第2軍区域では第21戦車師団の第1戦車旅団、第18機械化歩兵旅団が渡河し、第16歩兵師団に配属されていた第14戦車旅団とあわせて完全戦力が整ったものの、第3軍区域では（第18歩兵師団に配属されていた第3戦車旅団を除いて）第4戦車師団の部隊が渡河することはなく、スエズ運河東岸にあった戦車は1,000両にとどまった。このほか2K12 クープ（SA-6 ゲインフル）自走対空ミサイル6個中隊を含む14個防空中隊、多数の砲兵・迫撃砲大隊が展開した。
このような状況下でシャズリは「奇跡」さえなければ勝利はあり得ないと語っている（ただし以下の回想は戦後のもの）。

### イスラエル側の状況
10月10日、南部方面軍司令官シュムエル・ゴネン少将に代わり、事実上の後任としてもと参謀総長のハイム・バーレブ中将が着任した。

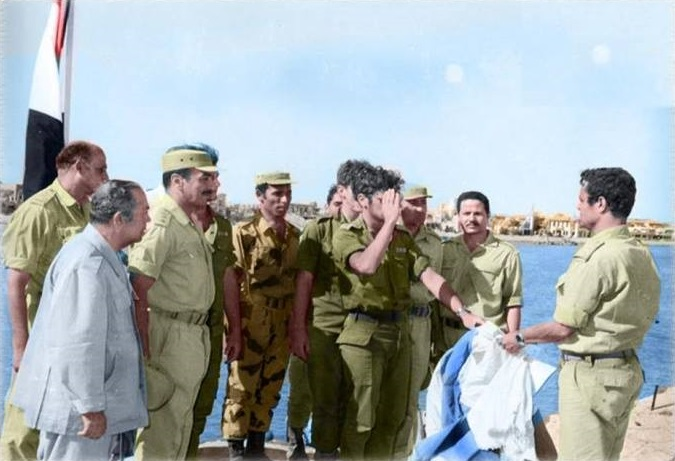
エジプト軍将校に対し投降する「メサグー」指揮官シュロモ・アルディネスト中尉（敬礼している人物）。1973年10月13日。

13日、スエズ市対岸のバーレブ・ライン拠点、「メサグー」が降伏した。「メサグー」と連絡をつけようとした第252機甲師団長のアブラハム・マンドラー少将が第401機甲旅団のいるギジ峠周辺において南部方面軍司令部との交信中、エジプト軍からの砲撃を受けて戦死した。そこでスエズ運河北地域で第146混成師団の指揮を執っていたカルマン・マゲン准将が少将に昇進の上、第252機甲師団長に任命された。第146混成師団長には南部方面軍参謀長のサソン・イツハキ准将がついた。
その後、バーレブ、ゴネン、第143予備役機甲師団長のアリエル・シャロン少将、第162予備役機甲師団長アブラハム・アダン少将、マゲン、イツハキ、参謀総長ダビット・エラザール中将を交えた作戦会議が行われた。反撃には逆渡河が不可欠であるが、エジプト軍の攻勢を待って一戦した後渡河するのか、それともエジプト軍の攻撃を待たずに15日には渡河を強行するかが議題であった。
実は10月6日の開戦直前に参謀本部諜報局（アマーン）が「エジプト軍はミトラ・ギジ峠に到達する意図はない」という正確な作戦分析を出していたのだが、イスラエル軍の将校たちはそれを忘れてしまっていた。しかしゴランでの戦況を受けてエジプト軍が攻勢準備を整えつつあり、さらにコマンドー部隊が後方に侵入している（これらの部隊はイスラエル軍の空挺部隊によって掃討された）という情報がツビ・ザミール諜報特務庁（モサド）長官よりもたらされ、エジプト軍と一戦を交えた後、渡河する事に決まった。

### イスラエル軍の配備
10月14日の時点においてイスラエル軍がシナイ半島方面に展開させていた戦車数は約700両であった。北から次の4個師団が展開していた。
- 第146混成師団「コフ・ニムル」（タイガー支隊） - サソン・イツハキ准将（戦車125両[11]）
  - 第11機械化歩兵旅団（英語版） - アハロン（フェダレ）・ペレト（ヘブライ語版）大佐 - バルーザ
  - 第204機械化歩兵旅団（ヘブライ語版） - ツビ・ラミ（ヘブライ語版）大佐 - カンタラ正面？
- 第162予備役機甲師団 - アブラハム（ブレン）・アダン少将（戦車200両[11]）
  - 第274機甲旅団（ヘブライ語版） - ヨエル・ゴネン（ヘブライ語版）大佐（ティラン-4/-5戦車75両） - 「ズラコール」稜線
  - 第460機甲旅団 - ガブリエル（ガビ）・アミール（ヘブライ語版）大佐
  - 第500予備役機甲旅団（英語版） - アリエ・カレン（ヘブライ語版）大佐
- 第143予備役機甲師団（ヘブライ語版）  - アリエル（アリク）・シャロン少将（戦車240両[11]）
  - 第14機甲旅団（ヘブライ語版） - アムノン・レシェフ（英語版）大佐（戦車75両）
  - 第421予備役機甲旅団（ヘブライ語版） - ハイム・エレツ（ヘブライ語版）大佐 - 「ハムタル」稜線
  - 第600予備役機甲旅団（ヘブライ語版） - ツビア・ラビブ（ヘブライ語版）大佐 - タサ
  - 第247予備役空挺旅団（ヘブライ語版） - ダニー・マット（英語版）大佐
- 第252機甲師団 - カルマン・マゲン少将（戦車140両[11]）
  - 第875機械化歩兵旅団 - アリエ・ダヤン（ビロ）（ヘブライ語版）大佐（戦車30両[12]） - ギジ峠
  - 第164機甲旅団（英語版） - アブラハム・バロム（ヘブライ語版）大佐（戦車50両[12]） - ギジ峠
  - 第401機甲旅団  - ダン・ショムロン大佐（戦車41両[12]） - ミトラ峠
  - 第35空挺旅団 - ウジ・ヤイリ（英語版）大佐（戦車1個中隊[12]） - エイン・ムーサ

### エジプト軍の配備・作戦計画
14日の戦闘において攻勢を担当したのは以下の部隊であり、それぞれ目標地点は次の通りだった。このほかにもスエズ運河東岸には5個歩兵師団が展開、西岸には2個機械化歩兵師団、1個戦車師団、その他戦車・空挺旅団が待機していたが14日の戦闘には参加していないので省略。
- 第15独立戦車旅団（第18歩兵師団所属、T-62戦車60両）

第18歩兵師団の保持するカンタラから攻撃を開始、道路に沿って北東へ進出、イスラエル軍の前線基地があるバルーザ、ロマニを目標とする。第18歩兵師団と第129コマンドー旅団の一部が後続。
- 第24戦車旅団（第23機械化歩兵師団所属）
- 第21戦車師団 - イブラヒム・オラビイ准将
  - 第1戦車旅団（T-54/55戦車124両[14] ）
  - 第14戦車旅団（T-54/55戦車124両[14]）
  - 第18機械化歩兵旅団（戦車31両[14]）

第24戦車旅団は第2歩兵師団陣地から、第21戦車師団は第16歩兵師団陣地から攻撃を開始、イスラエル軍の前線基地、タサとその後方にあるカタミヤ峠を目標とする。
- 第25独立戦車旅団（第7歩兵師団所属、T-62戦車約100両[15]） - アフメド・バダウィ・ハサン大佐
- 第8機械化歩兵旅団（第7歩兵師団所属）

第7歩兵師団陣地より攻撃を開始、ギジ峠を目標とする。第8機械化歩兵旅団は第25独立戦車旅団に後続。
- 第3戦車旅団（第4戦車師団所属、T-54/55戦車94両[16]）
- 第21機械化歩兵旅団（第19歩兵師団所属）

第19歩兵師団陣地から攻撃を開始、ミトラ峠を目標とする。第21機械化歩兵旅団は第3戦車旅団に後続。
- 第22戦車旅団（第6機械化歩兵師団所属）
- 第1機械化歩兵旅団（一部、第6機械化歩兵師団所属）

第19歩兵師団陣地から攻撃を開始、アイン・ムーサを攻撃して主力の南翼掩護にあたる。戦車は両部隊合わせて60両。

## 戦闘の状況
14日朝、攻撃に先立ってエジプト軍のコマンドー部隊約100名がタサ近郊に降着したが、イスラエル軍の空挺部隊によって撃退された。
午前6時20分、エジプト軍による攻撃準備射撃と空爆によって戦闘が開始された。蒸し暑い朝であった。エジプト軍の準備射撃・空爆は猛烈なものであったが準備不良であり、イスラエル軍は大した損害を受けなかった。午前7時00分、エジプト軍の各歩兵・戦車部隊が前進を開始した（太陽が東側にあったのでイスラエル軍は有利に戦闘を展開できた）。
以下、戦闘の詳細を北側から4つの地区に分けて説明する。

### バルーザ正面

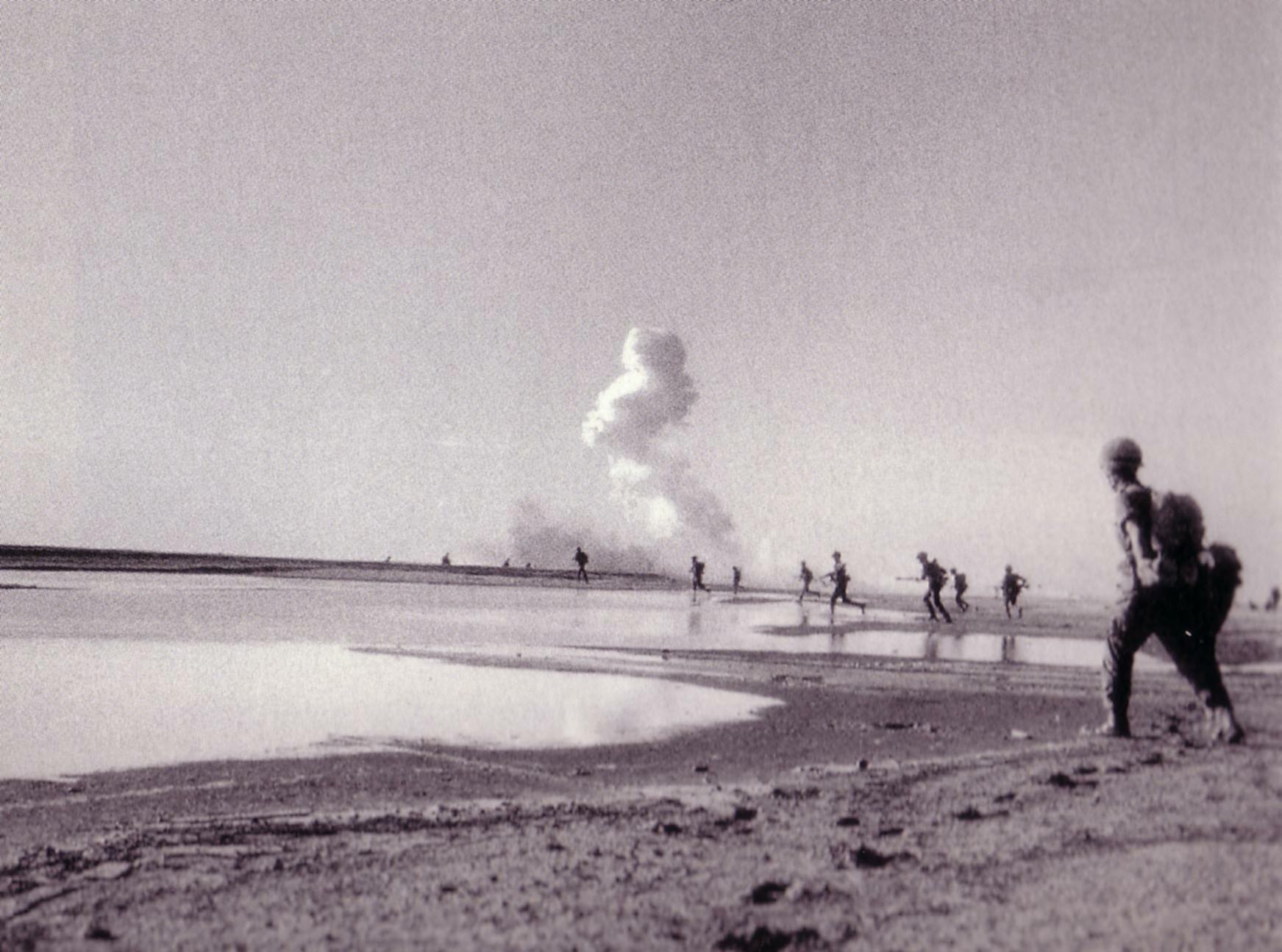
「ブダペスト」救援のために湿地帯を行軍するイスラエル軍の空挺隊。（撮影時期不明）

北戦区、バルーザ正面では午前6時30分、エジプト軍砲兵部隊が砲撃を開始すると同時にSu-7 フィッター攻撃機2個飛行中隊がバルーザへの空爆を行った。これに前後して午前3時から10時、第135独立歩兵旅団（ポートサイド守備隊）が地中海沿いのイスラエル軍の拠点「ブダペスト」に対して牽制攻撃を加えた。準備砲撃後しばらくして第15独立戦車旅団（戦車約60両）が道路沿いに前進を開始、イスラエル軍陣地に接近した。エジプト軍は歩兵を「対戦車障壁」として散開・先行させ、その後を戦車がついてくるという形を取ったが、前進速度はかなり遅かった。第11機械化歩兵旅団のM51 スーパーシャーマンからなる戦車部隊は第15独立戦車旅団のT-62戦車が1,000メートルまで接近してくるのを待って射撃を開始、第15独立戦車旅団は大混乱に陥った。8時30分までに第15独立戦車旅団は戦車34両（当初の戦力の半分以上）を失った。第11機械化歩兵旅団は交戦により戦車3両を撃破され、2両が地雷により擱座した。
また北部では拠点「ブダペスト」におけるエジプト軍の包囲をイスラエル軍が突破し、「ブダペスト」との連絡をつけることに成功した。

### カンタラ正面

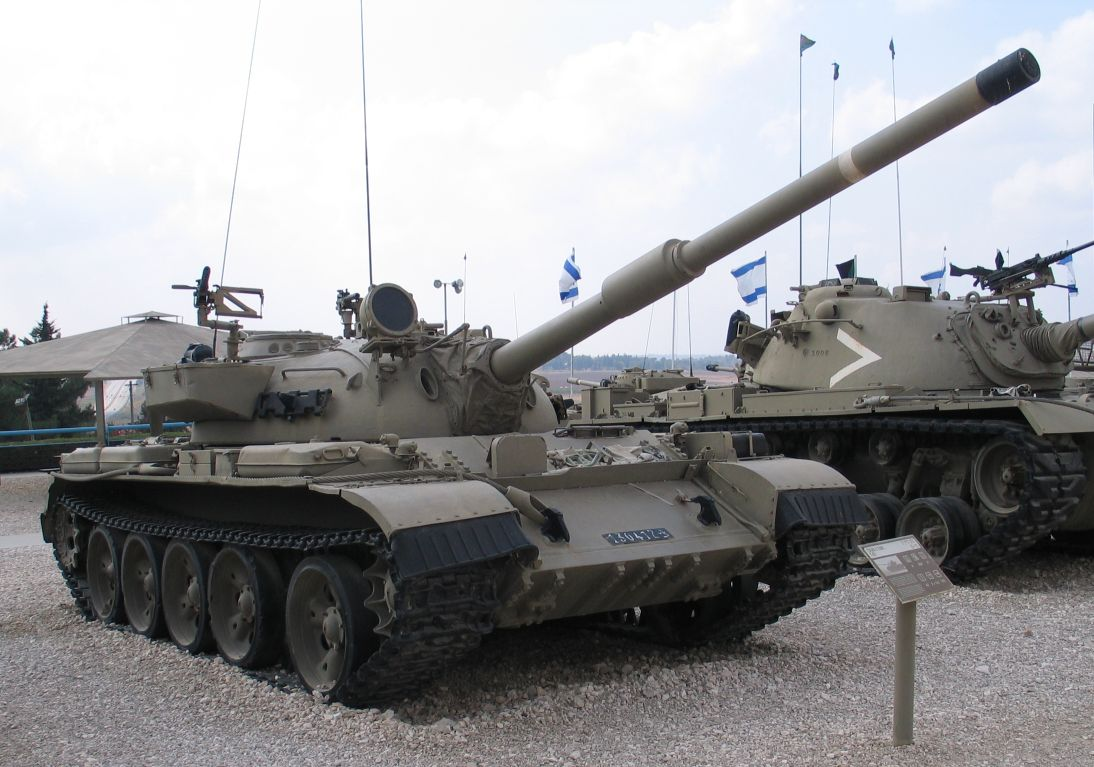
第274機甲旅団の装備したT-55「Tiran-5Sh」
（写真はラトルン戦車博物館所蔵の同型車両）

カンタラ正面ではイスラエル軍の第162予備役機甲師団主力（3個機甲旅団）は13日から渡河準備のため平行道におり、主にエジプト軍と交戦した部隊は砲兵道上の稜線、コード名「ズラコール」にいたT-54/55戦車「Tiran-4/5Sh」を装備するヨエル・ゴネン大佐（シュムエル・ゴネン少将の弟）指揮の第274予備役機甲旅団（戦車75両）であった。
午前7時、エジプト空軍機が「ズラコール」南部の稜線、「ハブラガ」への砲撃、空爆を行い、稜線は砲火に包まれた。9時00分、第24戦車旅団が攻撃を開始、「ズラコール」北のマアディム道、「ズラコール」、「ハブラガ」への前進を開始した。第274予備役機甲旅団のほとんどの将兵にとってこれが初めての戦闘であり、経験が不足していた。そのためか第274予備役機甲旅団は旅団長車を含む15両の戦車が被弾、ゴネン大佐や2人の大隊長も負傷する（ゴネン大佐は指揮を執り続けた）という14日の戦闘に参加したイスラエル軍旅団のうち、最大の損害を被ったもののなんとか第24戦車旅団の攻撃を撃退した。
アダンはゴネン少将から第162予備役機甲師団を南部方面軍予備に回すよう要求されたが「ズラコール」での戦闘を放っておくわけにもいかないので、副師団長のドブ・タマリ准将に第274予備役機甲旅団、第460機甲旅団の指揮を任せて「ズラコール」での戦闘に当たらせ、アダン自身は第500予備役機甲旅団を率いてタサに向かった。ちょうどそのころ、午前9時30分、再び第24戦車旅団が再び攻撃してきたが、正午までには撃退された。第24戦車旅団の損害は戦車約40両であったが、随伴の歩兵部隊は進出地域を確保し日没までに掩体を整えた。

### タサ正面
第143予備役機甲師団の展開するタサ正面でもイラク軍のホーカー ハンター攻撃機による空爆と砲撃ののち、エジプト軍の第21戦車師団が進撃を開始した。第21戦車師団の第14戦車旅団はタサ手前の稜線、コード名「ハムタル」に向かったが、そこにはイスラエル軍の第421予備役機甲旅団が待ち構えていた。第421予備役機甲旅団は第14戦車旅団を「ハムタル」手前まで引きよせ、戦車、野砲、迫撃砲、機関銃といった各火力で反撃した。第14戦車旅団が混乱すると第421予備役機甲旅団は北側から部隊を送り込んで包囲し、第14戦車旅団の退路を遮断した。第14戦車旅団は撃破された戦車約40両を残してなんとか退却したが、その最中もイスラエル軍によって砲撃を浴びせられた。第421予備役機甲旅団は2両が被弾した。
「ハムタル」の1km東、「ハマディア」稜線では、エジプト軍の第1戦車旅団とイスラエル軍の第14機甲旅団が同じような戦闘を繰り広げた。第14機甲旅団長アムノン・レシェフ大佐は手持ちの戦車3個大隊のうち2個大隊を稜線の後ろに下げ、第1戦車旅団を1,000mまで引き寄せてから射撃を開始した。もう一個の大隊は南から迂回して第1戦車旅団を攻撃した。
一時第14機甲旅団と第1戦車旅団の交戦距離は100ヤード（約93m）にまで達したが、第1戦車旅団は93両の戦車を喪失するという壊滅的打撃を受けた。一方第14機甲旅団の損害は戦車3両、すべて対戦車ミサイルによるものであった。
午後3時までには戦闘は下火になり、最終的に第21戦車師団は戦車110両を喪失した。あまりにも一方的な戦闘だったので第143予備役機甲師団長アリエル・シャロン少将はレシェフらに無線で自分たちがわざと敗走しているふりをするよう命じ、煙幕も展開させてエジプト軍をおびき寄せようとしたが、エジプト軍はそれに構わず退却した。

### ギジ・ミトラ峠正面

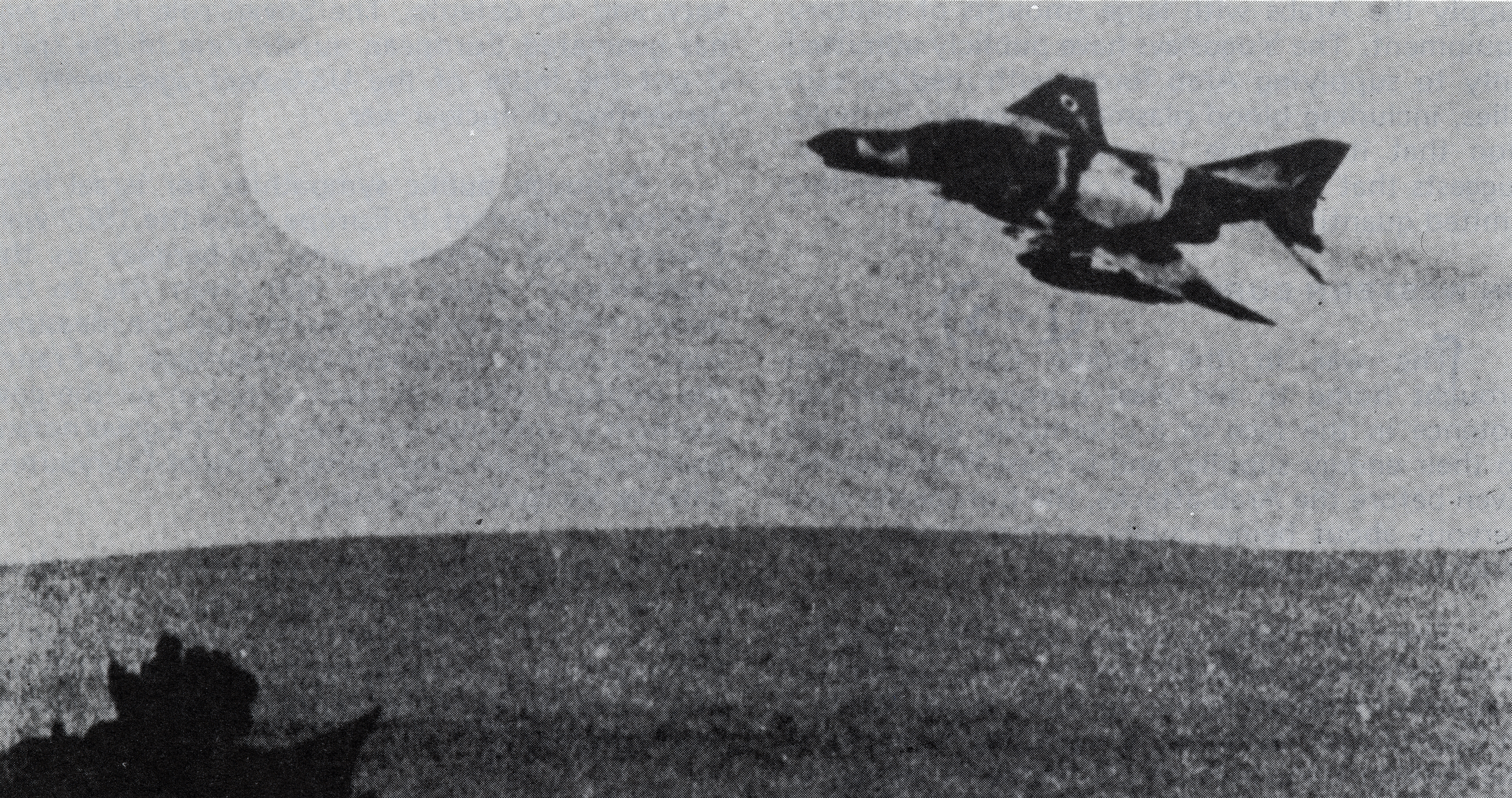
イスラエル軍のF-4E ファントムII戦闘機

エジプト軍の攻撃は最南部、ギジ・ミトラ峠正面では比較的順調に進み、砲兵道付近で阻止された他の部隊と違って平行道まで到達できたが、それも第252機甲師団がその後方で待ち伏せていたからにすぎない。ギジ・ミトラ峠手前で第252機甲師団の反撃に直面した。
第25独立戦車旅団はギジ峠に向かったが、第164機甲旅団の戦車50両と塹壕に展開した歩兵部隊が待ち構えていた。第25独立戦車旅団は午前8時と正午の二度にわたって攻撃を行ったがいずれも撃退され、合計で20両の戦車を喪失した。
第3戦車旅団と第401機甲旅団はミトラ峠手前のワジ、マブークにおいて交戦した。
6時30分、イスラエル軍の偵察部隊が第3戦車旅団のワジ・マブーク南の高地への進出を確認した。ギジ峠において第25独立戦車旅団の攻撃が失敗するとエジプト軍は攻撃の主軸をワジ・マブークに移した。第3戦車旅団は縦隊のままワジ・マブークに突入、8時50分ごろ砲兵道の屈折点まで達したところイスラエル軍のスーパーシャーマン7両からの攻撃を受け、10両が撃破されてしまった。第3戦車旅団は足止めを食らい、反撃しようとしても観測が及ばないためイスラエル軍のほぼ一方的な攻撃を許した。イスラエル軍を包囲しようとしてもすぐに遠距離から攻撃された。対戦車チームが下車戦闘に移り、イスラエル軍の戦車を撃破したものの、イスラエル軍空挺部隊に撃退されてしまった。
9時ごろ、数両のエジプト軍戦車がイスラエル軍陣地の東側に展開したが、第401機甲旅団の戦車部隊がワジ・マブークに進出、エジプト軍の前進を阻止した。第401機甲旅団のM48（マガフ3）戦車は稜線を利用して展開、射撃陣地を変換しながらマブーク・ワジにいるエジプト軍のT-55に対して射撃を開始した。エジプト軍は混乱し、指揮官は砲兵支援を要求しながら逐次部隊をワジから脱出させようとした。
さらに第252機甲師団の師団砲兵がマブーク・ワジの第3戦車旅団に砲撃を浴びせ、混乱の中第3戦車旅団の残存部隊は午後になってようやく退却した。
ワジ・マブークの戦闘に直接参加したイスラエル軍の部隊は（砲兵部隊、航空機などを除けば）戦車35両、1個対戦車小隊というかなりの少兵力であったが、第3戦車旅団の戦車の3分の2、約100両を撃退した。イスラエル軍の損害は9M14 マリュートカ（AT-3 サガー）対戦車ミサイルによる戦車2両のみであった。
エジプト軍第22戦車旅団と第1機械化歩兵旅団の一部が向かったアイン・ムーサ正面では、迫撃砲と航空機に支援されたイスラエル軍第35空挺旅団が第22戦車旅団と第1機械化歩兵旅団の前進を阻止、戦車90両を撃破した。

## 結末
正午までにはイスラエル軍はほぼ全正面でエジプト軍の攻勢を押し返し、戦闘は決着が付いていた。エジプト軍の攻撃失敗である。この戦闘でエジプト軍は264両の戦車を喪失した一方で、イスラエル軍の損害は戦車20両程度にすぎなかった。この日の戦闘までエジプト軍の公表する戦果は比較的正確なものであったが、これ以降事実を歪曲して誇大な戦果を公表するようになった。バーレブはゴルダ・メイヤー首相に14日の戦闘を次のように要約して伝えている。
エジプト軍は9M14 マリュートカを携行した対戦車チームを車両に乗せ、戦車部隊に同行させようとしたが、周到に準備された陣地でイスラエル軍を迎え撃つのと、戦況が流動的な戦場でミサイルを撃つのはまったく別の行為であり、うまく行かなかった。イスラエル軍はM113装甲兵員輸送車に載せた歩兵や迫撃砲で反撃し、これらの対戦車チームに大損害を与えた。一方、この戦闘でイスラエル軍はSS.11対戦車ミサイル、「ニッケル・グラス作戦」によってアメリカから供与されたばかりのBGM-71 TOW対戦車ミサイルやM72 LAW対戦車ロケットを使用し、戦車部隊とともにエジプト軍を迎撃した。
イスラエル軍はこの戦闘の勝利により、ゴラン高原方面に続きシナイ方面でも優位を獲得した。スエズ運河東岸のエジプト軍戦車を減らすことができたイスラエル軍は、翌15日からスエズ運河逆渡河作戦「アビレイ・レブ作戦」を開始する。「中国農場」での激戦をくぐり抜け、16日にはイスラエル軍の空挺部隊が「アフリカ」（イスラエル軍はスエズ運河西岸のことをこう表現した）へ渡ったのである。